# Cromonas
As cromonas fazem parte de um pequeno grupo de substâncias naturais de compostos heterocíclicos oxigenados (5H-1-benzopiran-5-onas) que podem ser de origem natural e sintética,e  que tem como estrutura química isomérica as cumarinas. Esses metabólitos secundários podem ser encontrados em todo reino vegetal. Está presente em diversas partes da planta, tais como caule, fruto, semente, flores, raiz e casca.

## Estrutura
O composto mais simples desta família é a própria cromona (4H-cromen-4-ona, 4H-1-benzopiran-4-ona). Podem ser constituídas por heterocíclicos oxigenados que dão caráter biológico diversificado.

## Descoberta e utilização
A ação das cromonas foi descoberta no Egito e países do sudeste do Mediterrâneo, por meio do uso medicinal da espécie Ammi visnaga (L.) para o tratamento de doenças respiratórias.  A planta é conhecida pelo seu poder espasmolítico , sendo seus frutos responsáveis pela sua ação farmacológica.
Plantas que contem cromonas:
Amni visnaga (umbelliferae): Planta selvagem que a partir de sua substância natural khellin, deu origem ao cromoglicato de sódio.
Lam.  (Apiaceae).
Piper gaudichaudianu Kunth: Conhecida popularmente como pariparoba, jaborandi ou iaborandi. Tem ação antifúngica e antibacteriana, contra Staphylococcus aureus, Bacillus subtilis e C. tropicalis, quando empregados em sinergismo com antibióticos utilizados na rotina clínica.
Aloe Vera: espécie de planta suculenta do gênero Aloe. Derivada da Aloe Vera, a aloesina é uma cromona C-glicosilada natural, inibe a tirosina de forma competitiva através da supressão da hidroxilação da tirosina em DOPA levando a diminuição de melanina em culturas de melanócitos normais.

## Atividades Biológicas
As cromonas possuem numerosas atividades biológicas, que estão relacionadas com a sua estrutura química e a posição de seus grupos funcionais, do número e do tipo de substituintes ligados ao núcleo básico da cromona. As atividades antioxidante das cromonas se dão essencialmente pelo mecanismos de captação de Espécies Reativas de Oxigênio  (ROS) e Espécies Reativas de Aazoto (RAS), por meio da doação de átomos de hidrogénio), redução de metais e quelatação e atuação em sistemas enzimáticos responsáveis por gerar Especies Reativas, inibindo a sua formação.
As cromonas atuam também como inibidores da fosfodiesterase4, obtendo como resultado ação broncodilatadora e anti-inflamatória. Podem agir também impedindo que os leucotrienos se liguem aos seus receptores, sendo eficientes inibidores de broncoespasmo, produção de muco, quimiotaxia, aumento da permeabilidade vascular e ativação de leucócitos (consequência da não sinalização celuar).

## Usos terapêuticos
As cromonas utilizadas na clínica possuem efeitos anti-inflamatórios e são capazes de diminuir a obstrução brônquica, uma vez que estabilizam os mastócitos inibindo a liberação de histamina, leucotrienos e reduzem a ativação de eosinófilos. Contudo, essas substâncias não têm tempo de ação prolongado como os corticosteróides e, praticamente, não são absorvidos pelo organismo, além de causarem tosse e sensação de queimação após a administração.
Fármacos a base de cromona disponíveis no Brasil: Cromolerg (Cromoglilato dissódico de origem sintética) e tilade, no tratamento de rinite alérgica e asma. Este tipo de compostos é utilizado como princípio ativo em diversos fármacos, tais como a “Cromolina” (ácido cromoglícico) (atua nos mastócitos em casos de rinite alérgica, asma e conjuntivite), o “Nedocromil” (alocril) (utilizado na prevenção de 29 problemas respiratórios em doentes asmáticos) e a “Diosmina” (usada no tratamento de doenças venosas, sendo um bioflavonoide).

## Classificação das Cromonas
As cromonas Podem ser dividas em vários grupos distintos de acordo com suas características estruturais, como evidenciado na tabela abaixo:
| Cromonas       | Características |
| Simples        | Substituições com grupos hidroxilo, alquilo, alcoxilo, arilo e halogénios nos carbonos não quaternários Ex: A própria cromona (4H-cromen-4-ona, 4H-1-benzopiran-4-ona). |
| Glicosiladas   | Tem como característica um açúcar. Ex: Aloesina. |
| Preniladas     | Presença de um substituinte hidrofóbico composto de 5 átomos de carbono(grupo prenilo). Ex: heteropeucenina                                                             |
| Piranocromonas | Anel A com anel heterocíclico do tipo pirano fundidos; pode haver substituintes nos anéis. Ex: greveichromenol.                                                         |
| Furanocromonas | Anel B e anel heterocíclico do tipo furano , fundidos; pode haver substituintes nos anéis. Ex: khellina.                                                                |